# Bobrowiec (Braniewo)
Pour les articles homonymes, voir Bobrowiec.

Bobrowiec est un village polonais de la voïvodie de Varmie-Mazurie, dans le powiat de Braniewo.